# Мешок с песком

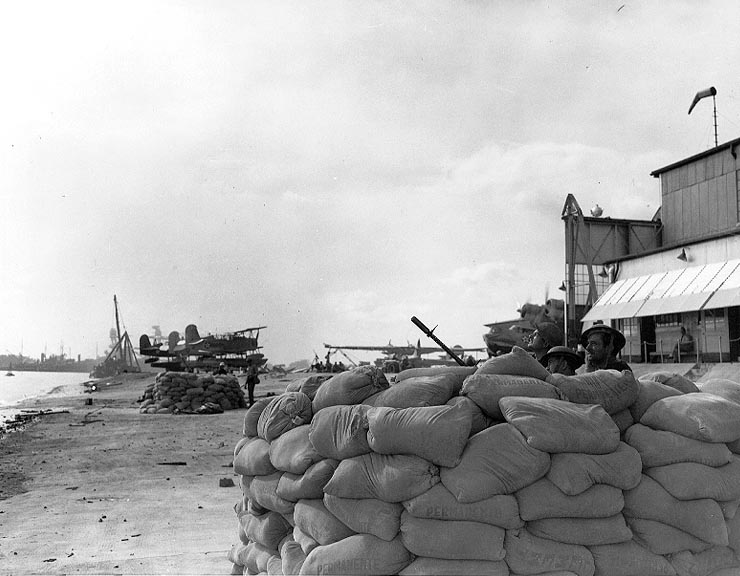
Пулеметная точка, засыпанная мешками с песком, после атаки на Перл-Харбор, 1941 год.

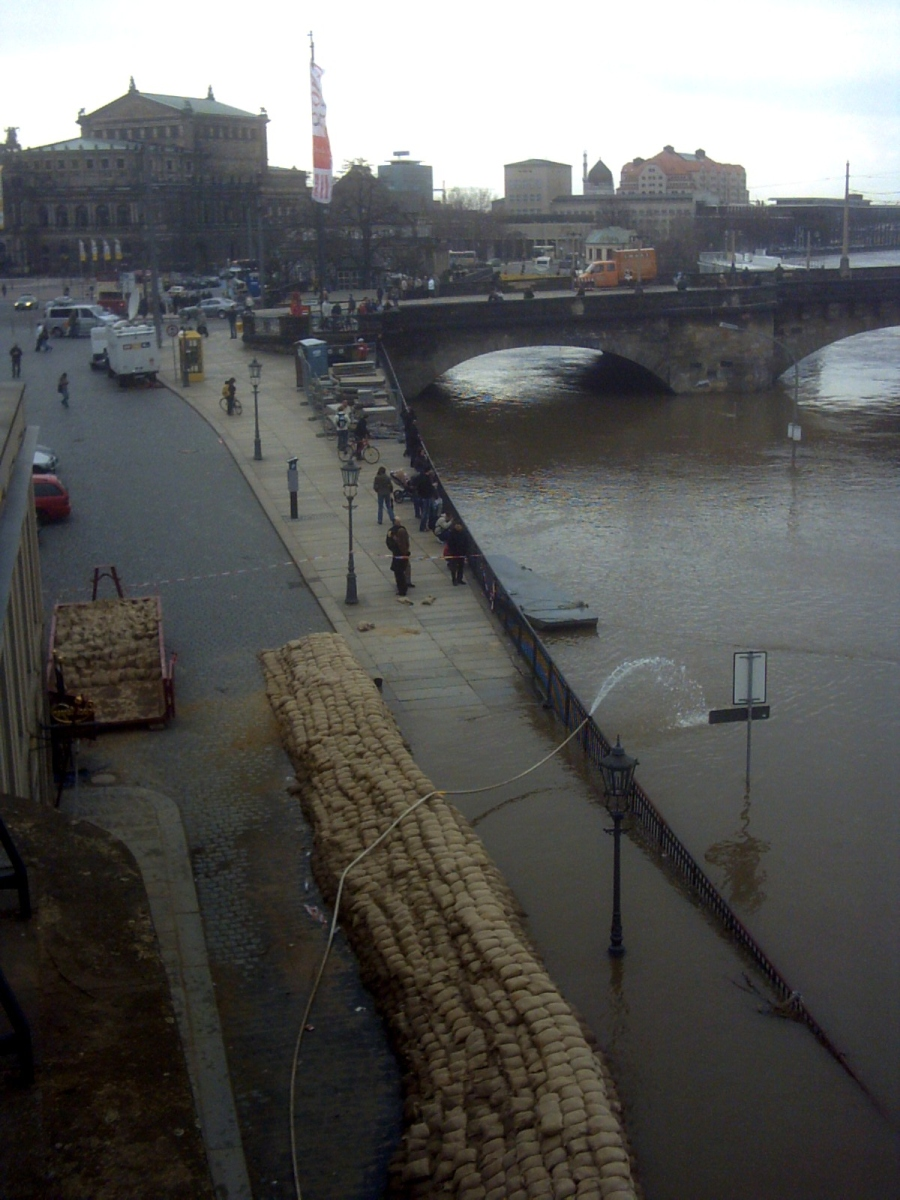
мешки с песком от наводнения

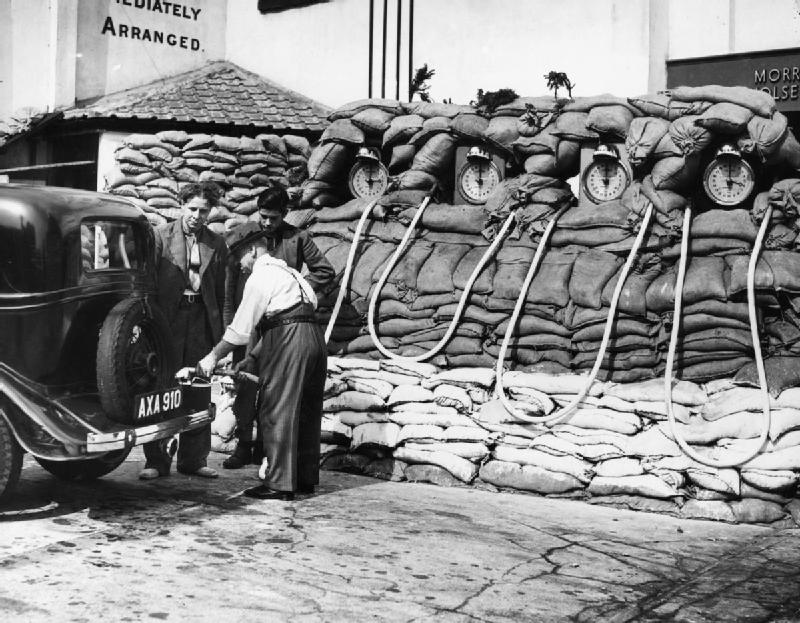
мешки с песком на заправке 1939 год, Лондон

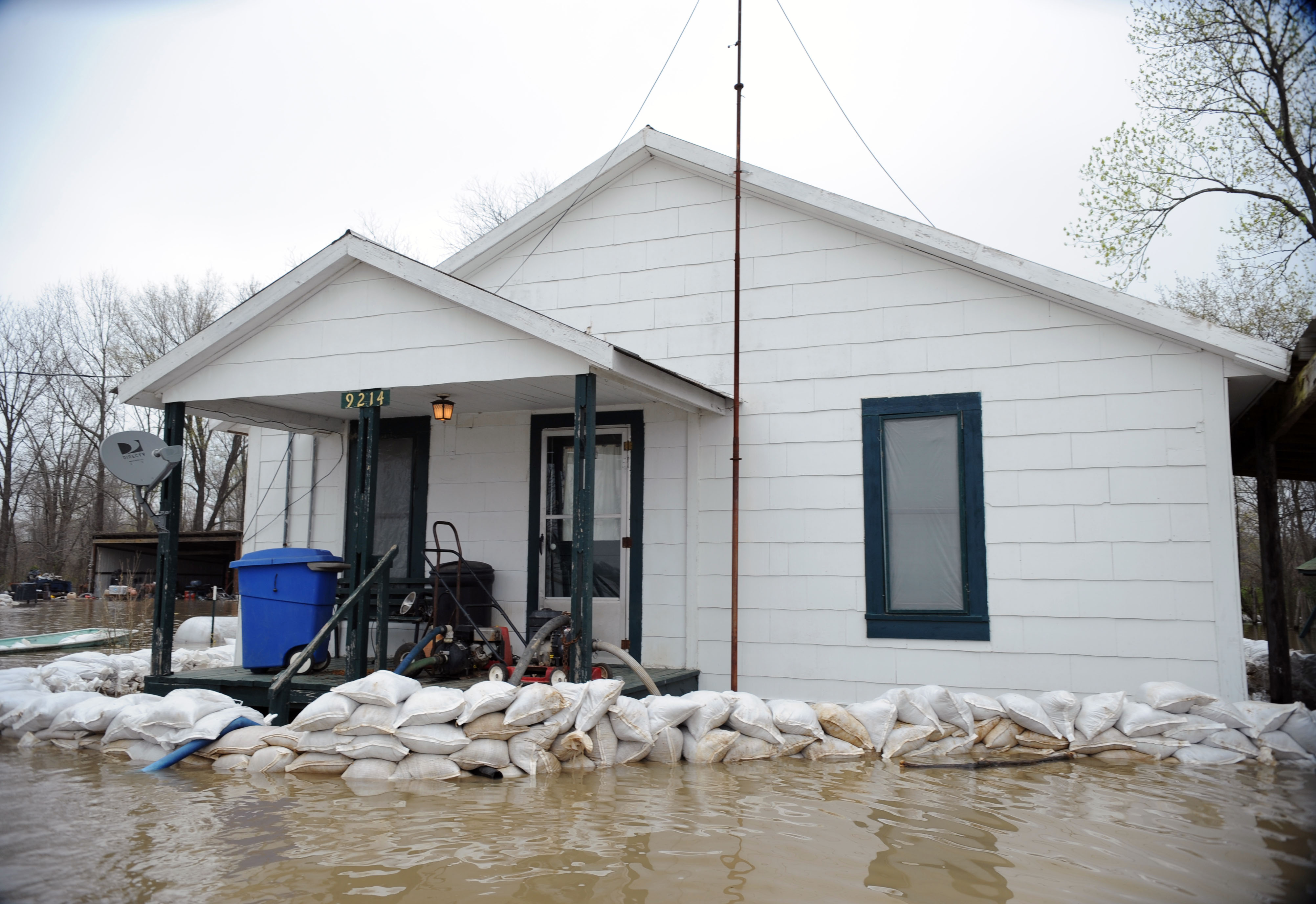
защита дома от наводнения

Мешок с песком (с землей, глиной) — временный элемент военных, противопаводковых и других укреплений.
Мешок изготавливается из мягких, атмосферостойких пластиковых тканей, ранее изготавливавшихся из натуральных волокон, таких как джут, часто просмоленный.
В зависимости от условий вручную или механически засыпается песком или землей, а затем укладывается слоями, в зависимости от потребности, в насыпи или стены. Вес одного мешка составляет примерно 15-25 кг — это должно позволять нести его вручную одному человеку.

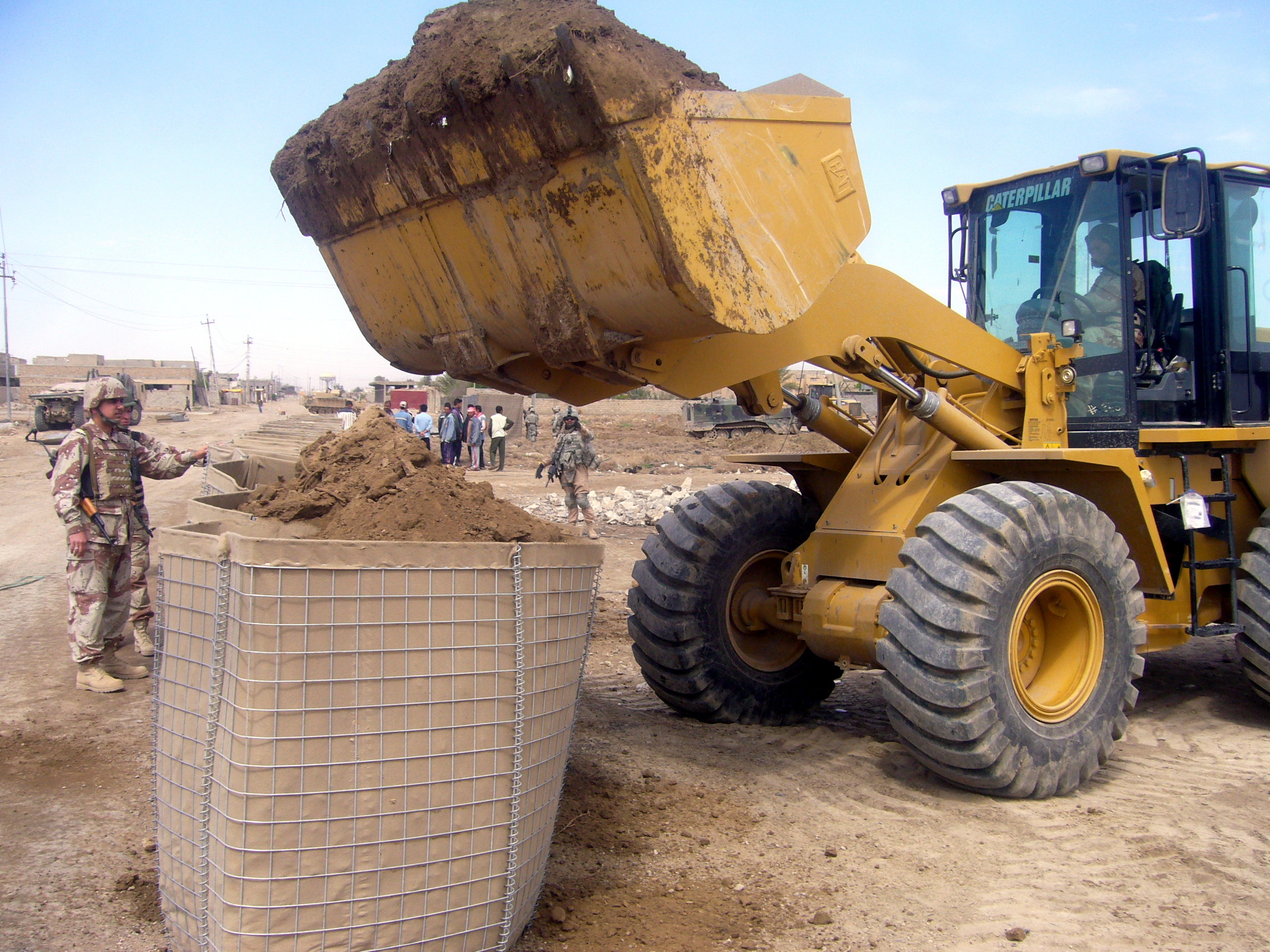
экскаваторщик армии Ирака засыпает песок в бастион HESCO (аналог мешков с песком для армии)

Во время военных действий из них строят защитуу входов в здания, засыпают оконные проемы, строят уличные баррикады, элементы полевых укреплений — траншей. 
Во время паводка используется для поднятия гребней насыпей, укрепления поврежденных сооружений, остановки протечек.
В критических ситуациях в качестве мешков используется любая мягкая упаковка, например полиэтиленовые мешки для мусора, постельные принадлежности.
Также используется как временный груз — балласт в различных ситуациях.